# Pompton Lakes
Pompton Lakes es un borough ubicado en el condado de Passaic en el estado estadounidense de Nueva Jersey. En el año 2010 tenía una población de 11.097 habitantes y una densidad poblacional de 1.353 personas por km².

## Geografía
Pompton Lakes se encuentra ubicado en las coordenadas 41°00′02″N 74°17′08″O / 41.00056, -74.28556.

## Economía
Según la Oficina del Censo en 2000 los ingresos medios por hogar en la localidad eran de 65 648 dólares y los ingresos medios por familia eran 74 701 $. Los hombres tenían unos ingresos medios de 46 776 dólares frente a los 38 221 $ para las mujeres. La renta per cápita para la localidad era de 26 802 $. Alrededor del 3,2% de la población estaba por debajo del umbral de pobreza.